# ヒトツバテンナンショウ
ヒトツバテンナンショウ（一葉天南星、学名:Arisaema monophyllum）は、サトイモ科テンナンショウ属の多年草。
葉はふつう1個つけ、小葉間の葉軸が発達し、葉身は鳥足状に分裂する。仏炎苞舷部の内側は黄緑色で光沢があり、「ハ」の字形の濃紫色の斑紋がある。小型の株は雄花序をつけ、同一のものが大型になると雌花序または両性花序をつける雌雄偽異株で、雄株から雌株に完全に性転換する。

## 特徴
地下茎は扁球形で、上部から多くの根をだし、子球は発達しない。植物体の高さは60cmに達する。偽茎部は葉柄部の2倍くらいの長さになる。葉はふつう1個、まれに2個つき、葉身は鳥足状に7-9個に分裂する。小葉間の葉軸が発達し、頂小葉とその両側の小葉の間に長さ2-5cmの葉軸があり、しばしば葉柄に対してほぼ直角に出る。小葉は卵形、楕円形から倒卵形で長さ13-25cm、先端と基部は細まり、縁は鋸歯縁となるか全縁となる。
花期は5-6月、葉と花序が伸び、花序柄は葉柄部よりやや短い。仏炎苞は長さ10-11cm、仏炎苞筒部は白緑色で円筒形になり、筒部口辺部はほとんど開出しない。仏炎苞舷部は狭卵状三角形で、先は次第に細まり、表面は緑色、内面は黄緑色で光沢があり「ハ」の字形の濃紫色の斑紋がある。花序付属体は基部に柄があり、淡黄色で細い棒状になり、中央部でいったん細まり、ふつう上部で斜め前方に曲がってややふくらむ。1つの子房に6-8個の胚珠がある。果実は秋に赤く熟す。染色体数は2n=28。

## 分布と生育環境
日本固有種。本州の中部地方、関東地方、東北地方に分布し、低山地のやや暗い林中や林縁などの斜面に生育する。渓流沿いの暗い急斜面に多い。

## 名前の由来
和名ヒトツバテンナンショウは、「一葉天南星」の意で、葉が1個つくことによる。
種小名（種形容語）monophyllum は、「単葉の」「一葉の」の意味

## 下位分類
- クロハシテンナンショウ Arisaema monophylum Nakai f. atrolinguum (F.Maek.) Kitam. ex H.Ohashi et J.Murata (1980)[9] - 仏炎苞舷部の内面全面が暗紫色になる品種。関東地方、伊豆地方に分布し、基本種との中間型がある[4][6]。
- アキタテンナンショウ Arisaema monophylum Nakai f. akitense (Nakai) H.Ohashi (1986)[10] - 仏炎苞舷部の内面に濃紫色の斑紋がない品種。秋田県、長野県に分布する。はじめ、秋田県で発見されたためこのように呼ばれ、独立種 Arisaema akitense Nakai (1938) とされていたことがある[4][6]。

## 交雑種
ヒトツバテンナンショウとカントウマムシグサ A. serratum との間での交雑種がある。また、栃木県ではヒロハテンナンショウ A. ovale との間での交雑種が見出されている。

## ギャラリー

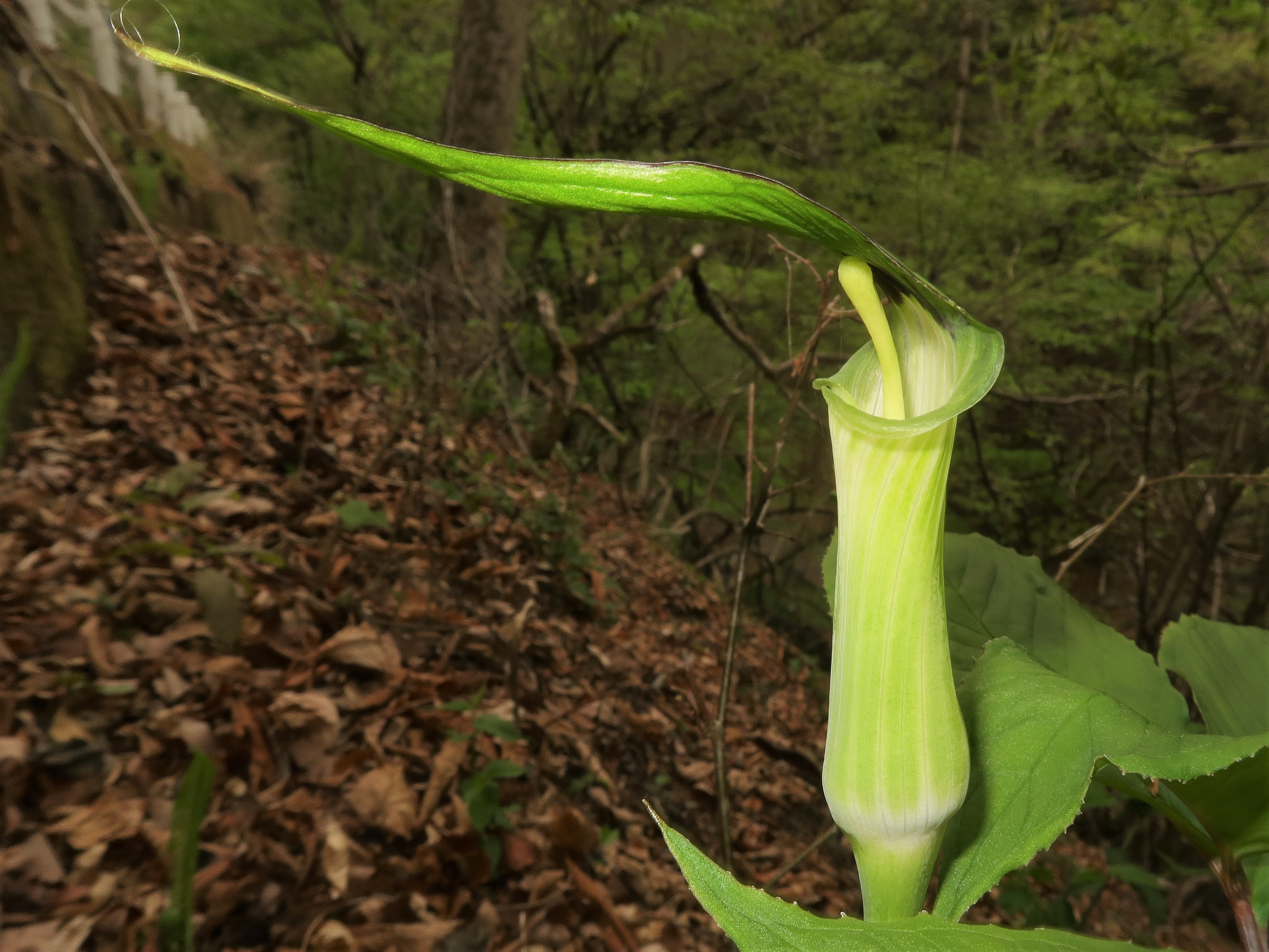
仏炎苞筒部は白緑色で円筒形になり、筒部口辺部はほとんど開出しない。花序付属体は淡黄色で細い棒状になり、中央部でいったん細まり、上部で斜め前方に曲がってややふくらむ。
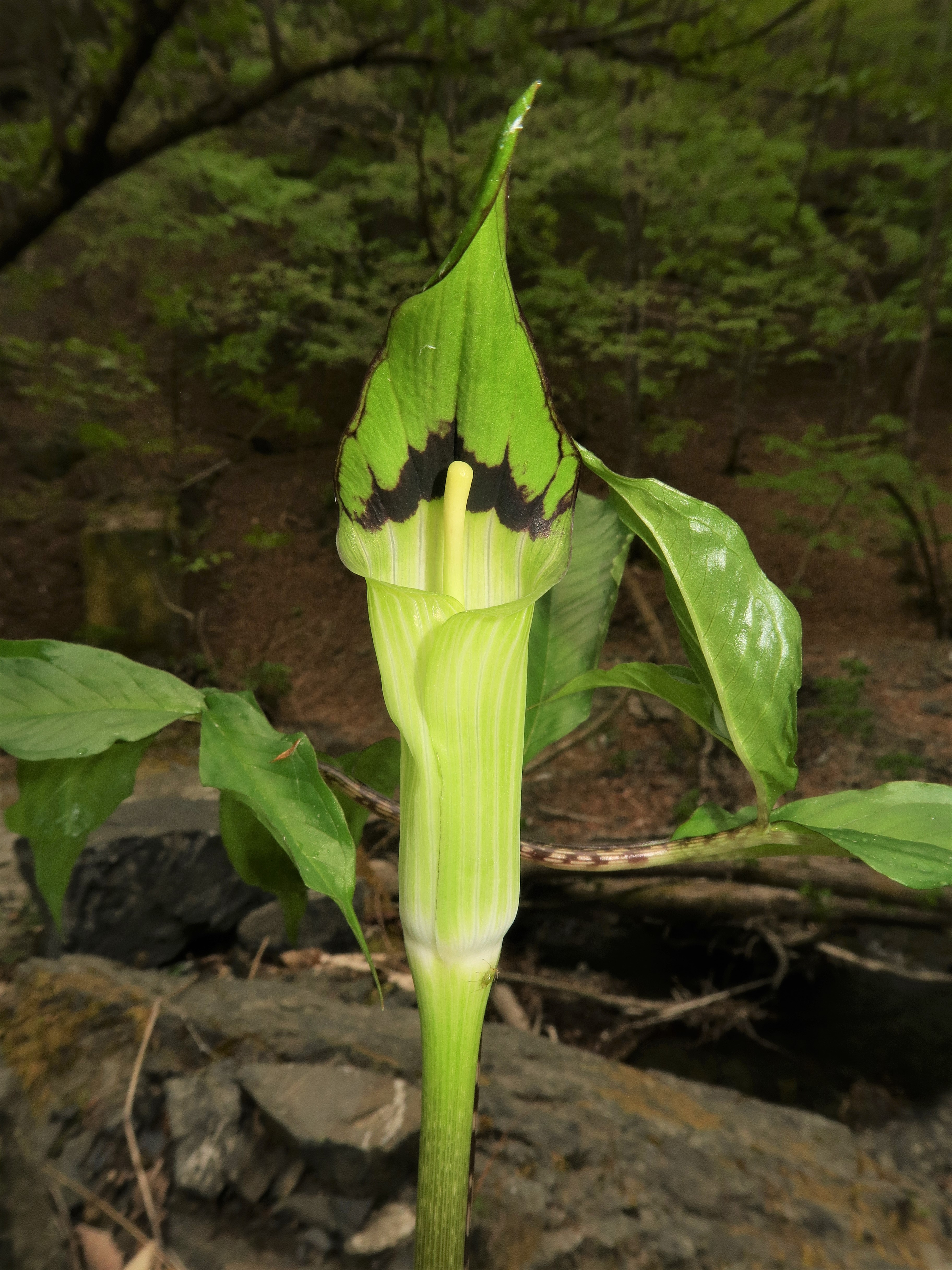
仏炎苞舷部は狭卵状三角形で、先は次第に細まり、表面は緑色、内面は黄緑色で光沢があり「ハ」の字形の濃紫色の斑紋がある。
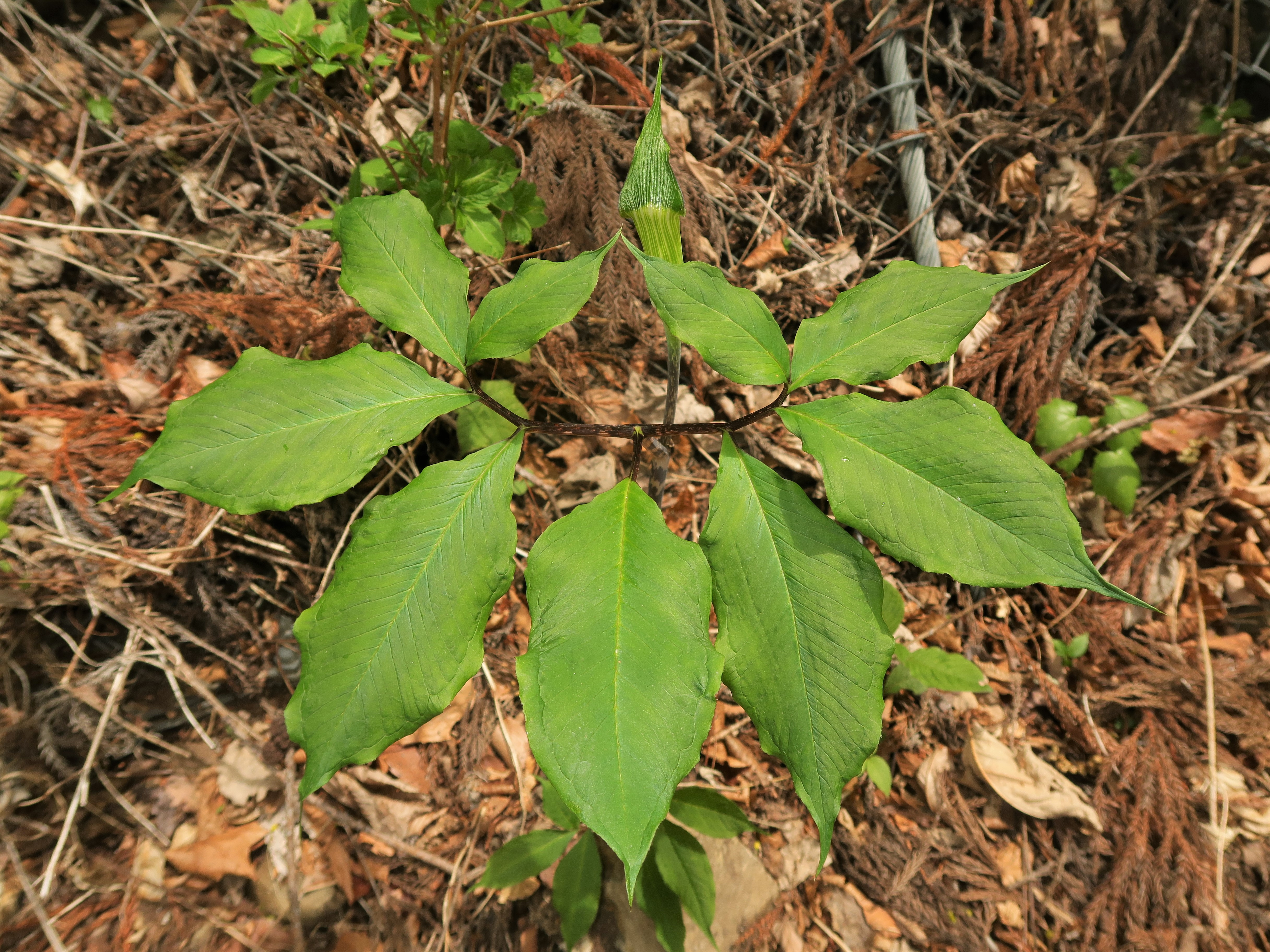
葉はふつう1個、葉身は鳥足状に7-9個に分裂する。小葉間の葉軸が発達し、頂小葉とその両側の小葉の間に長さ2-5cmの葉軸があり、しばしば葉柄に対してほぼ直角に出る。
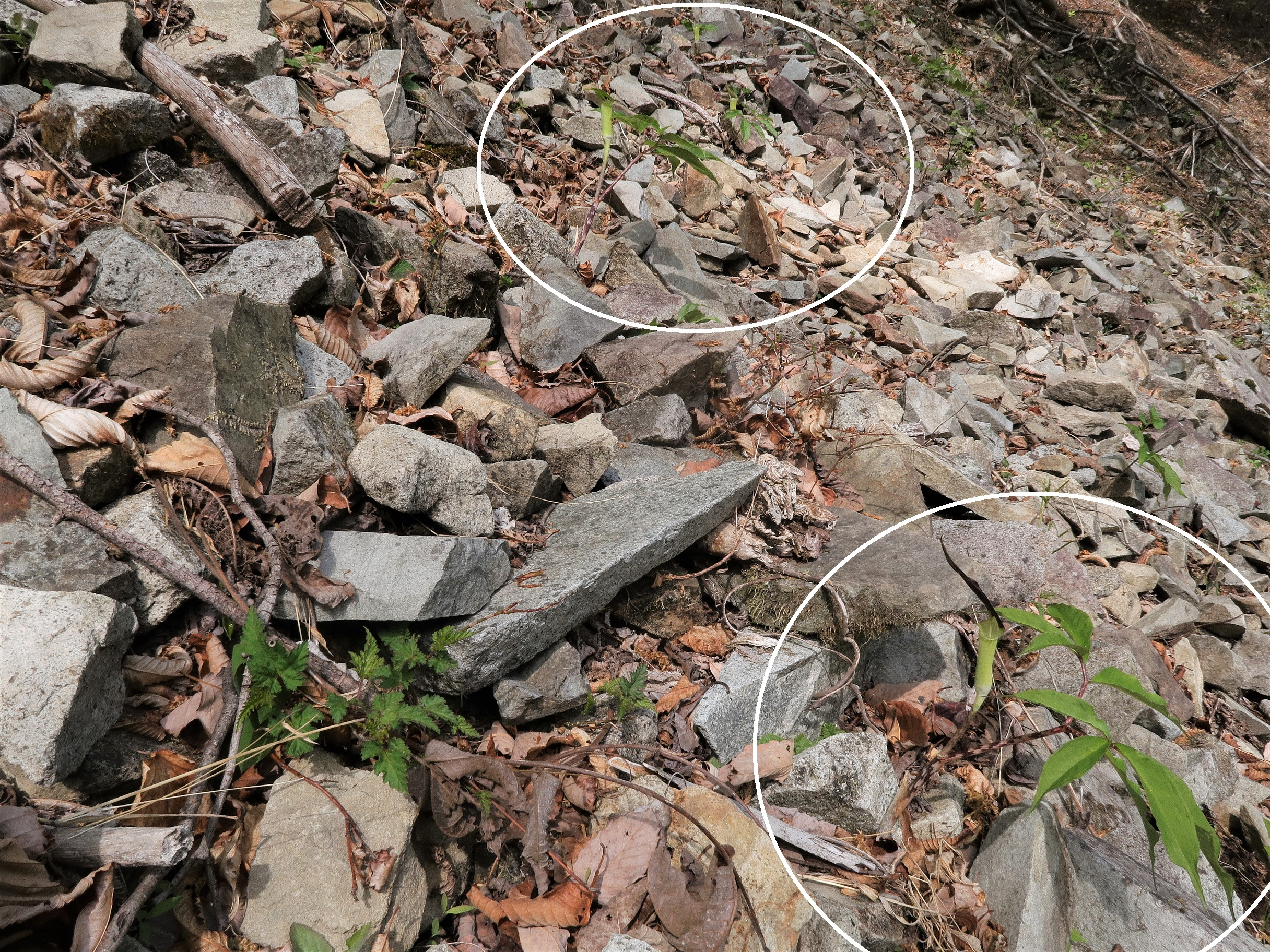
生育環境。やや暗い林中や林縁などの斜面に生育する。渓流沿いの暗い急斜面に多い。右側の楕円内は、品種「クロハシテンナンショウ」。
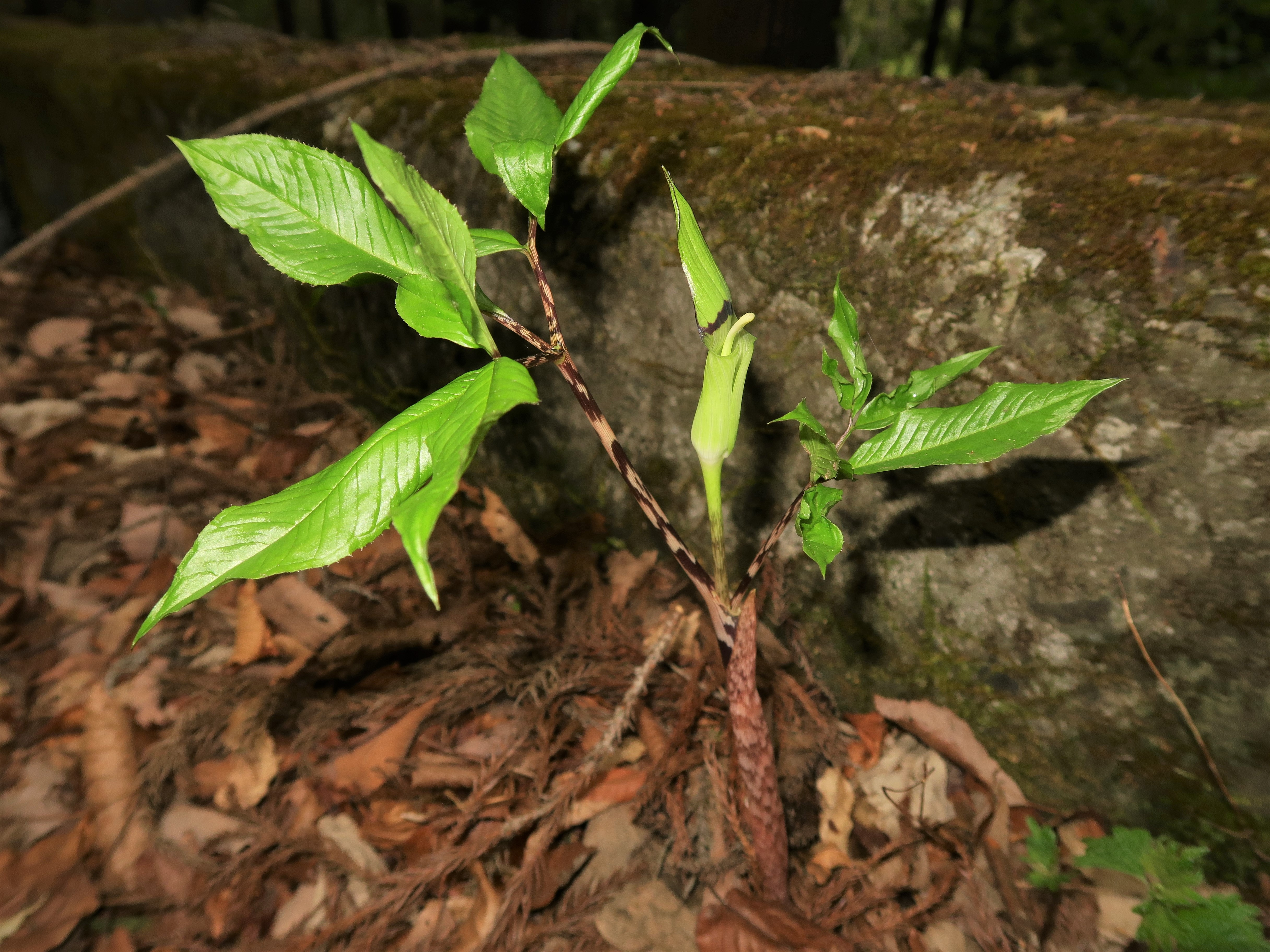
まれに葉が2つになる場合がある。舷部を立たせて撮影。
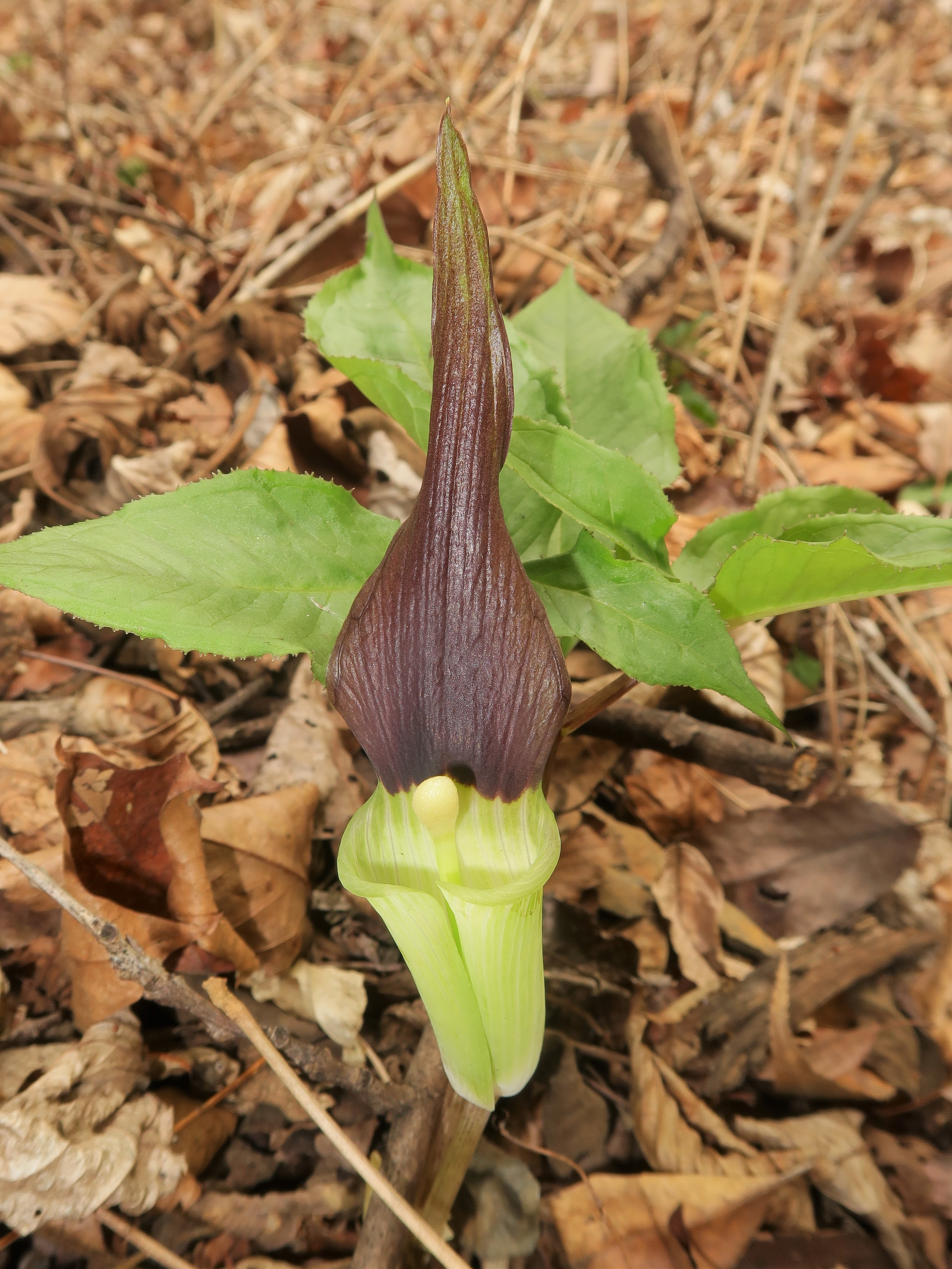
品種「クロハシテンナンショウ」。仏炎苞舷部の内面全面が暗紫色になる。